# Campeonato Russo de Futebol de 2000 - Terceira Divisão
O Campeonato Russo de Futebol - Terceira Divisão de 2000 foi o nono torneio desta competição. Participaram cento e sete equipes. O nome do campeonato era "Segunda Divisão" (Vtórai Divizion), dado que a primeira divisão era a "Divisão Suprema" (Vysshaia Divizion) e a segunda divisão era a "Primeira Divisão" (Perváia Divizion). O campeonato era dividido em seis torneios independentes - Zona Leste, Oeste, Central, Sul, Ural e Volga sendo 19 na Oeste, 20 na Central, 20 na Sul, 18 na Volga, 16 na Ural e 14 na Leste.

## Participantes da Zona Oeste
| Equipe                         | Cidade               | Região              | No ano anterior                                                  | Estádio                     | Capacidade | Títulos             | Participações |
| ------------------------------ | -------------------- | ------------------- | ---------------------------------------------------------------- | --------------------------- | ---------- | ------------------- | ------------- |
| FC Dinamo Vologda              | Vologda              | Oblast de Vologda   | Décimo Lugar                                                     | Estádio Dínamo              | 10.000     | 0 (não possui)      | 8             |
| FC Mosenergo Moscovo           | Prospekt Vernadskogo | Moscovo             | Sexto Lugar                                                      | --                          | --         | 0 (não possui)      | 6             |
| FC Avtomobilist Noguinsk       | Noginsky             | Oblast de Moscovo   | Campeão                                                          | Estádio Istomkino           | 500        | 1 (1999 Zona Oeste) | 4             |
| FC Spartak Shchyolkovo         | Shchyolkovsky        | Oblast de Moscovo   | Vice Campeão                                                     | Estádio Spartak             | 500        | 0 (não possui)      | 7             |
| Spartak Moscovo B              | Presnensky           | Moscovo             | Nono Lugar                                                       | Estádio Lujniki             | 81.000     | 1 (1992 Zona 03)    | 5             |
| PFC CSKA Moscovo B             | Khamovniki           | Moscovo             | Décimo Quinto Lugar                                              | Estádio Lujniki             | 81.000     | 0 (não possui)      | 5             |
| Dínamo Moscovo B               | Aeroport             | Moscovo             | Oitavo Lugar                                                     | Estádio Dínamo de Moscou    | 36.540     | 0 (não possui)      | 5             |
| Torpedo Moscovo B              | Danilovsky           | Moscovo             | Décimo Sétimo Lugar                                              | Estádio Eduard Streltsov    | 13.200     | 0 (não possui)      | 5             |
| Lokomotiv Moscovo B            | Preobrazhenskoye     | Moscovo             | Décimo Oitavo Lugar                                              | Estádio Lokomotiv de Moscou | 30.000     | 0 (não possui)      | 5             |
| FC Zenit São Petersburgo B     | Petrogrado           | São Petersburgo     | Quinto Lugar                                                     | Estádio Kirov               | 100.000    | 0 (não possui)      | 4             |
| FC Spartak Kostroma            | Kostroma             | Oblast de Kostroma  | Décimo Oitavo Lugar                                              | Estádio Urojay              | 3.200      | 0 (não possui)      | 5             |
| FC Volochanin Vyshny Volochyok | Vyshny Volochyok     | Oblast de Tver      | Sétimo Lugar                                                     | Estádio Spartak             | 5.000      | 0 (não possui)      | 5             |
| FC Energiya Velikiye Luki      | Velikiye Luki        | Oblast de Pskov     | Décimo Sexto Lugar                                               | Estádio Express             | ---        | 0 (não possui)      | 3             |
| FC Neftyanik Iaroslavl         | Iaroslavl            | Oblast de Iaroslavl | Décimo Primeiro Lugar                                            | Estádio Slavneft            | ---        | 0 (não possui)      | 3             |
| FC Sportakademklub Moscovo     | Izmaylovo            | Moscovo             | Quarto Lugar                                                     | Estádio FOP Izmaylovo       | 10.000     | 0 (não possui)      | 4             |
| FC Oazis Yartsevo              | Yartsevsky           | Oblast de Smolensk  | Décimo Segundo Lugar                                             | ----                        | ---        | 0 (não possui)      | 2             |
| FC Pskov                       | Pskov                | Oblast de Pskov     | Acesso pelo Campeonato Russo de Futebol de 1999 - Quarta Divisão | Estádio Mashinostroitel     | ---        | 0 (não possui)      | 4             |
| FC Severstal Cherepovets       | Cherepovets          | Oblast de Vologda   | Acesso pelo Campeonato Russo de Futebol de 1999 - Quarta Divisão | Estádio Metallurg           | 11.500     | 0 (não possui)      | 1             |
| FC Saturn B                    | Ramensky             | Oblast de Moscovo   | Acesso pelo Campeonato Russo de Futebol de 1999 - Quarta Divisão | Estádio Saturn              | 16.8000    | 0 (não possui)      | 1             |

## Participantes da Zona Central
| Equipe                              | Cidade              | Região            | No ano anterior                                                    | Estádio                  | Capacidade | Títulos               | Participações |
| ----------------------------------- | ------------------- | ----------------- | ------------------------------------------------------------------ | ------------------------ | ---------- | --------------------- | ------------- |
| FC Spartak Riazan                   | Riazan              | Oblast de Riazan  | Décimo Lugar                                                       | Estádio CSK              | 25.000     | 0 (não possui)        | 8             |
| FC Don Novomoskovsk                 | Novomoskovsky       | Oblast de Tula    | Décimo Terceiro Lugar                                              | Estádio Khimik           | 5.200      | 0 (não possui)        | 6             |
| FC Oriol                            | Oriol               | Oblast de Oriol   | Quarto Lugar                                                       | Estádio Central          | 14.600     | 0 (não possui)        | 6             |
| FC Spartak Tambov                   | Tambov              | Oblast de Tambov  | Sétimo Lugar                                                       | Estádio Spartak          | 6.500      | 0 (não possui)        | 6             |
| FC Lokomotiv Liski                  | Liskinsky           | Oblast de Voronej | Oitavo Lugar                                                       | Estádio Lokomotiv        | 10.000     | 0 (não possui)        | 5             |
| FC Kosmos Elektrostal               | Elektrostal         | Oblast de Moscovo | Terceiro Lugar                                                     | ---                      | ---        | 0 (não possui)        | 4             |
| FC Spartak Lukhovitsy               | Lukhovitsky         | Oblast de Moscovo | Décimo Quarto Lugar                                                | Estádio Spartak          | 4.400      | 0 (não possui)        | 3             |
| FC Fabus Bronnitsy                  | Bronnitsy           | Oblast de Moscovo | Nono Lugar                                                         | Estádio Central          | 4.400      | 0 (não possui)        | 3             |
| FC Dínamo Briansk                   | Briansk             | Oblast de Briansk | Quinto Lugar                                                       | Estádio Dínamo           | 10.100     | 0 (não possui)        | 3             |
| FC Kolomna                          | Kolomna             | Oblast de Moscovo | Vice Campeão                                                       | Estádio Avangard         | 10.200     | 0 (não possui)        | 3             |
| FC Arsenal Tula B                   | Tula                | Oblast de Tula    | Décimo Sexto Lugar                                                 | Estádio Arsenal          | 20.048     | 0 (não possui)        | 3             |
| FC Titan Reutov                     | Reutov              | Oblast de Moscovo | Décimo Sétimo Lugar                                                | ---                      | --         | 0 (não possui)        | 3             |
| FC Lokomotiv Kaluga                 | Kaluga              | Oblast de Kaluga  | Décimo Segundo Lugar                                               | Estádio Central          | 4.000      | 0 (não possui)        | 3             |
| FC Avangard Kursk                   | Kursk               | Oblast de Kursk   | Décimo Quinto Lugar                                                | Estádio Trudovye Rezervy | 11.329     | 0 (não possui)        | 5             |
| FC Khimki                           | Khimki              | Oblast de Moscovo | Sexto Lugar                                                        | Arena Khimki             | 18.000     | 0 (não possui)        | 3             |
| FC Spartak-Telekom Shuya            | Shuya               | Oblast de Ivanovo | Décimo Primeiro Lugar                                              | Estádio Trud VM Metelsky | ---        | 0 (não possui)        | 3             |
| FC Krasnoznamensk                   | Krasnoznamensk      | Oblast de Moscovo | Acesso pelo Campeonato Russo de Futebol de 1999 - Quarta Divisão   | --                       | --         | 0 (não possui)        | 5             |
| FC Lotto MosKabelMet Moscovo        | Khoroshevo-Mnevniki | Moscovo           | Acesso pelo Campeonato Russo de Futebol de 1999 - Quarta Divisão   | Estádio Oktyabr          | 3.060      | 0 (não possui)        | 1             |
| FC Ielets                           | Ielets              | Oblast de Lipetsk | Acesso pelo Campeonato Russo de Futebol de 1999 - Quarta Divisão   | Estádio Trud             | 8.800      | 0 (não possui)        | 1             |
| FC Spartak Orekhovo Orekhovo-Zuyevo | Orekhovo-Zuyevo     | Oblast de Moscovo | Rebaixado do Campeonato Russo de Futebol de 1999 - Segunda Divisão | Estádio Znamya Truda     | 8.300      | 1 (1998 Zona Central) | 6             |

## Participantes da Zona Leste
| Equipe                            | Cidade          | Região                | No ano anterior      | Estádio                     | Capacidade | Títulos             | Participações |
| --------------------------------- | --------------- | --------------------- | -------------------- | --------------------------- | ---------- | ------------------- | ------------- |
| FC KUZBASS Kemerovo               | Kemerovo        | Oblast de Kemerovo    | Sexto Lugar          | Estádio Shakhtyor           | 4.174      | 0 (não possui)      | 8             |
| FC Dínamo Barnaul                 | Barnaul         | Krai de Altai         | Nono Lugar           | Estádio Dínamo              | 16.000     | 0 (não possui)      | 6             |
| FC Metallurg Novokuznetsk         | Novokuznetsk    | Oblast de Kemerovo    | Campeão              | Estádio Metallurg           | 8.500      | 1 (1999 Zona Leste) | 7             |
| FC SKA-Energiya Khabarovsk        | Khabarovsk      | Krai de Khabarovsk    | Vice Campeão         | Estádio Lênin               | 15.200     | 0 (não possui)      | 7             |
| FC Amur-Energiya Blagoveshchensk  | Blagoveshchensk | Oblast de Amur        | Terceiro Lugar       | Estádio Amur                | 13.500     | 0 (não possui)      | 8             |
| FC Selenga Ulan-Ude               | Ulan-Ude        | Buriácia              | Décimo Quinto Lugar  | Estádio Central de Buriácia | 10.000     | 0 (não possui)      | 7             |
| FC Chkalovets-Olimpik Novosibirsk | Novosibirsk     | Oblast de Novosibirsk | Quinto Lugar         | Estádio Spartak             | 12.500     | 0 (não possui)      | 1             |
| FC Okean Nakhodka                 | Nakhodka        | Krai do Litoral       | Décimo Segundo Lugar | Estádio Vodnik              | 10.000     | 0 (não possui)      | 4             |
| FC Zvezda Irkutsk                 | Irkutsk         | Oblast de Irkutsk     | Oitavo Lugar         | Estádio Trud                | 28.500     | 0 (não possui)      | 3             |
| FC Luch Vladivostok               | Vladivostok     | Krai do Litoral       | Sétimo Lugar         | Estádio Dínamo              | 10.500     | 0 (não possui)      | 3             |
| FC Sibiryak Bratsk                | Bratsk          | Oblast de Irkutsk     | Quarto Lugar         | Estádio Metallurg           | 8.000      | 0 (não possui)      | 3             |
| FC Dínamo Omsk                    | Omsk            | Oblast de Omsk        | Décimo Quarto Lugar  | Estádio Dínamo              | 4.000      | 0 (não possui)      | 8             |
| FC Irtysh Omsk                    | Omsk            | Oblast de Omsk        | Décimo Lugar         | Estádio Estrela Vermelha    | 18.000     | 1 (1996 Zona Leste) | 3             |
| FC Reformatsiya Abakan            | Abakan          | Cacássia              | Décimo Quarto Lugar  | ---                         | ---        | 0 (não possui)      | 2             |

## Participantes da Zona Sul
| Equipe                          | Cidade             | Região                  | No ano anterior                                                    | Estádio               | Capacidade | Títulos           | Participações |
| ------------------------------- | ------------------ | ----------------------- | ------------------------------------------------------------------ | --------------------- | ---------- | ----------------- | ------------- |
| FC Torpedo Taganrog             | Taganrog           | Oblast de Rostov        | Décimo Sétimo Lugar                                                | Estádio Torpedo       | --         | 0 (não possui)    | 8             |
| FC Kavkazkabel Prokhladny       | Prokhladny         | Cabárdia-Balcária       | Terceiro Lugar                                                     | --                    | --         | 0 (não possui)    | 9             |
| FC Avtodor Vladikavkaz          | Vladikavkaz        | Ossétia do Norte-Alânia | Quarto Lugar                                                       | Estádio SOK Tedeyev   | 3.000      | 1 (1992 Zona 02)  | 8             |
| FC Angust Nasran                | Nazran             | Inguchétia              | Sexto Lugar                                                        | Estádio Rashid Aushev | 3.500      | 0 (não possui)    | 5             |
| FC Venets Gulkevichi            | Gulkevichsky       | Krai de Krasnodar       | Décimo Quarto Lugar                                                | --                    | --         | 0 (não possui)    | 9             |
| FC Rostselmash Rostov do Don B  | Rostov do Don      | Oblast de Rostov        | Oitavo Lugar                                                       | Estádio Rostselmash   | 15.840     | 0 (não possui)    | 5             |
| FC Iriston Vladikavkaz          | Vladikavkaz        | Ossétia do Norte-Alânia | Décimo Sexto Lugar                                                 | Estádio SOK Tedeyev   | 3.000      | 0 (não possui)    | 8             |
| FC Dínamo Makhachkala           | Mahackala          | Daguestão               | Nono Lugar                                                         | Estádio Dínamo        | 15.200     | 0 (não possui)    | 5             |
| FC Slaviansk Slaviansk do Kuban | Slaviansk do Kuban | Krai de Krasnodar       | Décimo Primeiro Lugar                                              | --                    | --         | 0 (não possui)    | 5             |
| FC Shakhtyor Shakhty            | Shakhty            | Oblast de Rostov        | Décimo Segundo Lugar                                               | Estádio Shakhty       | ---        | 0 (não possui)    | 5             |
| FC Mozdok                       | Mozdoksky          | Ossétia do Norte-Alânia | Décimo Lugar                                                       | Estádio Trud          | ----       | 0 (não possui)    | 3             |
| FC Nart Nartkala                | Urvansky           | Cabárdia-Balcária       | Décimo Quinto Lugar                                                | Estádio Khimik        | --         | 0 (não possui)    | 3             |
| FC Drujba Maikop                | Maikop             | Adiguésia               | Quinto Lugar                                                       | Estádio Yunost        | 7.000      | 0 (não possui)    | 2             |
| FC Kuban Krasnodar              | Krasnodar          | Krai de Krasnodar       | Campeão                                                            | Estádio Kuban         | 32.000     | 1 (1999 Zona Sul) | 2             |
| FC Vityaz Krymsk                | Krymsky            | Krai de Krasnodar       | Sétimo Lugar                                                       | Estádio Vityaz        | 8.000      | 0 (não possui)    | 2             |
| FC SKVO Rostov do Don           | Rostov do Don      | Oblast de Rostov        | Vice Campeão                                                       | Estádio SKA SKVO      | 27.300     | 0 (não possui)    | 7             |
| FC Dinamo Stavropol             | Stavropol          | Krai de Stavropol       | Rebaixado do Campeonato Russo de Futebol de 1999 - Segunda Divisão | Estádio Dínamo        | 15.589     | 0 (não possui)    | 1             |
| FC Signal Izobilny              | Izobilnensky       | Krai de Stavropol       | Acesso pelo Campeonato Russo de Futebol de 1999 - Quarta Divisão   | Estádio Fakel         | 1.290      | 0 (não possui)    | 2             |
| FC Astracã                      | Astracã            | Oblast de Astracã       | Acesso pelo Campeonato Russo de Futebol de 1999 - Quarta Divisão   | Estádio Astracã       | 5.000      | 0 (não possui)    | 1             |
| FC Chernomorets Novorossisk B   | Novorossisk        | Krai de Krasnodar       | Acesso pelo Campeonato Russo de Futebol de 1999 - Quarta Divisão   | Estádio Trud          | 12.500     | 0 (não possui)    | 1             |

## Participantes da Zona Ural
| Equipe                             | Cidade            | Região                | No ano anterior                                                    | Estádio             | Capacidade | Títulos          | Participações |
| ---------------------------------- | ----------------- | --------------------- | ------------------------------------------------------------------ | ------------------- | ---------- | ---------------- | ------------- |
| FC UralAZ Miass                    | Miass             | Oblast de Cheliabinsk | Quinto Lugar                                                       | Estádio Trud        | 3.000      | 0 (não possui)   | 7             |
| FC Metallurg Metiznik Magnitogorsk | Magnitogorsk      | Oblast de Cheliabinsk | Sexto Lugar                                                        | Estádio Central     | --         | 0 (não possui)   | 7             |
| FC Kurgan                          | Kurgan            | Oblast de Kurgan      | Décimo Quinto Lugar                                                | Estádio Central     | 8.000      | 0 (não possui)   | 8             |
| FC Dínamo Ijevsk                   | Ijevsk            | Udmúrtia              | Décimo Segundo Lugar                                               | Estádio Torpedo     | 19.200     | 0 (não possui)   | 6             |
| FC Energiya Tchaikovsky            | Tchaikovsky       | Oblast de Perm        | Décimo Terceiro Lugar                                              | Estádio Energiya    | ---        | 0 (não possui)   | 7             |
| FC Sodovik Sterlitamak             | Sterlitamak       | Bascortostão          | Quarto Lugar                                                       | Estádio Sodovik     | 6.200      | 0 (não possui)   | 6             |
| FC Uralmash Yekaterinburg          | Ecaterimburgo     | Oblast de Sverdlovsk  | Sétimo Lugar                                                       | Estádio Central     | 30.000     | 0 (não possui)   | 3             |
| FC Zenit Cheliabinsk               | Cheliabinsk       | Oblast de Cheliabinsk | Terceiro Lugar                                                     | Estádio Central     | 15.000     | 0 (não possui)   | 3             |
| FC Dínamo Perm                     | Perm              | Oblast de Perm        | Nono Lugar                                                         | Estádio Dínamo      | ---        | 0 (não possui)   | 3             |
| FC Gazovik Oremburgo               | Oremburgo         | Oblast de Oremburgo   | Décimo Primeiro Lugar                                              | Estádio Gazovik     | 4.950      | 0 (não possui)   | 5             |
| FC Neftekhimik Nizhnekamsk         | Nizhnekamsk       | Tartaristão           | Vice Campeão                                                       | Estádio Neftekhimik | 3.000      | 1 (1992 Zona 05) | 3             |
| FC KAMAZ Naberejnye Chelny         | Naberejnye Chelny | Tartaristão           | Décimo Lugar                                                       | Estádio KAMAZ       | 10.000     | 0 (não possui)   | 2             |
| FC Vyatka Kirov                    | Kirov             | Oblast de Kirov       | Décimo Sexto Lugar (Zona do Volga)                                 | Estádio Rússia      | 2.000      | 0 (não possui)   | 3             |
| FC Tiumen                          | Tiumen            | Oblast de Tiumen      | Rebaixado do Campeonato Russo de Futebol de 1999 - Segunda Divisão | Estádio Geolog      | 13.057     | 0 (não possui)   | 1             |
| FC Drujba Iochkar-Ola              | Iochkar-Ola       | Mari El               | Acesso pelo Campeonato Russo de Futebol de 1999 - Quarta Divisão   | Estádio Drujba      | 12.500     | 0 (não possui)   | 3             |

## Participantes da Zona Volga
| Equipe                             | Cidade         | Região                   | No ano anterior                                                                                        | Estádio           | Capacidade | Títulos               | Participações |
| ---------------------------------- | -------------- | ------------------------ | --- | ----------------- | ---------- | --------------------- | ------------- |
| FC Svetotekhnika Saransk           | Saransk        | Mordóvia                 | Décimo Segundo Lugar                                                                                   | Estádio Start     | 11.581     | 0 (não possui)        | 7             |
| FC Torpedo Pavlovo                 | Pavlovsky      | Oblast de Níjni Novgorod | Vice Campeão                                                                                           | Estádio Torpedo   | 6.000      | 0 (não possui)        | 8             |
| FC Volga Ulianovsk                 | Ulianovsk      | Oblast de Ulianovsk      | Terceiro Lugar                                                                                         | Estádio Trud      | 10.000     | 0 (não possui)        | 4             |
| FC Biokhimik-Mordovia Saransk      | Saransk        | Mordóvia                 | Oitavo Lugar                                                                                           | Estádio Start     | 11.581     | 0 (não possui)        | 3             |
| FC Torpedo Volzhsky                | Volzhsky       | Oblast de Volgogrado     | Décimo Terceiro Lugar                                                                                  | Estádio Loginov   | 7.000      | 1 (Zona Central 1994) | 4             |
| FC Rotor Volgogrado B              | Volgogrado     | Oblast de Volgogrado     | Décimo Quinto Lugar                                                                                    | Estádio Central   | 32.120     | 0 (não possui)        | 5             |
| FC Khimik Dzerjinsk                | Dzerjinsk      | Oblast de Níjni Novgorod | Nono Lugar                                                                                             | Estádio Khimik    | 10.000     | 0 (não possui)        | 5             |
| FC Iskra Engels                    | Engels         | Oblast de Saratov        | Quinto Lugar                                                                                           | Estádio Municipal | 12.000     | 0 (não possui)        | 4             |
| FC Energetik Uren                  | Urensky        | Oblast de Níjni Novgorod | Quarto Lugar                                                                                           | Estádio Energetik | 3.000      | 0 (não possui)        | 5             |
| FC Diana Voljsk                    | Voljsk         | Mari El                  | Sexto Lugar                                                                                            | Estádio Municipal | 12.500     | 0 (não possui)        | 3             |
| FC Salyut Saratov                  | Saratov        | Oblast de Saratov        | Décimo Quarto Lugar                                                                                    | Estádio Salyut    | 2.110      | 0 (não possui)        | 3             |
| FC Lada-Energiya Dimitrovgrad      | Dimitrovgrad   | Oblast de Ulianovsk      | O clube FC Lada Dimitrovgrad incorporou o FC Energiya Ulianovsk, que era um clube B do Volga Ulianovsk | Estádio Torpedo   | 5.000      | 0 (não possui)        | 4             |
| FC Balakovo                        | Balakovo       | Oblast de Saratov        | Décimo Primeiro Lugar                                                                                  | Estádio Trud      | 12.000     | 0 (não possui)        | 4             |
| FC Metallurg Vyksa                 | Vyksa          | Oblast de Níjni Novgorod | Sétimo Lugar                                                                                           | ---               | ---        | 0 (não possui)        | 2             |
| FC Torpedo-Viktoria Níjni Novgorod | Níjni Novgorod | Oblast de Níjni Novgorod | Rebaixado do Campeonato Russo de Futebol de 1999 - Segunda Divisão                                     | Estádio Lokomotiv | 17.856     | 1 (1998 Zona Volga)   | 2             |
| FC Krilia Sovetov Samara B         | Samara         | Oblast de Samara         | Acesso pelo Campeonato Russo de Futebol de 1999 - Quarta Divisão                                       | Estádio Metallurg | 33.320     | 0 (não possui)        | 1             |
| FC Olímpia Volgogrado              | Volgogrado     | Oblast de Volgogrado     | Acesso pelo Campeonato Russo de Futebol de 1998 - Quarta Divisão                                       | Estádio Olímpia   | 3.200      | 0 (não possui)        | 1             |
| FC Khopyor Balashov                | Balashov       | Oblast de Saratov        | Acesso pelo Campeonato Russo de Futebol de 1998 - Quarta Divisão                                       | Estádio Olimp     | 4.000      | 0 (não possui)        | 1             |

## Regulamento
O campeonato foi disputado no sistema de pontos corridos em turno e returno nos seis torneios. Os campeões das Zonas se classificavam para uma fase final, onde apenas três eram ascendidos para o Campeonato Russo de Futebol de 2001 - Segunda Divisão e os dois últimos colocados de cada zona eram rebaixados para o Campeonato Russo de Futebol de 2001 - Quarta Divisão.

## Resultados do Campeonato

### Resultados da Zona Oeste
Severstal foi o campeão e foi para a fase final. 

Saturn B e Energiya de Veliki Luki foram rebaixados para a quarta divisão russa.

### Resultados da Zona Central
Khimki foi o campeão foi para a fase final.

Spartak de Lukhovitsy e Arsenal de Tula B foram rebaixados para a quarta divisão russa.

### Resultados da Zona Leste
Metallurg de Novokusnetsk foi o campeão foi para a fase final.

Dínamo de Omsk foi rebaixado para a quarta divisão russa.

### Resultados da Zona Sul
Kuban foi o campeão foi para a fase final. 

Chernomorets B e Torpedo de Taganrog foram rebaixados para a quarta divisão russa.

### Resultados da Zona Ural
Neftekhimik foi o campeão foi para a fase final. 

Kurgan foi rebaixado para a quarta divisão russa.

### Resultados da Zona do Volga
Svetotechnika foi o campeão foi para a fase final.

Salyut de Saratov e Krilia B foram rebaixados para a quarta divisão russa.

### Fase final
Jogos:
Severstal X Khimki

Svetotechnika X Kuban

Neftekhimik X Metallurg
Khimki, Kuban e Neftekhimik foram promovidos para o Campeonato Russo de Futebol de 2001 - Segunda Divisão.

## Campeão
| Campeão Russo da Terceira Divisão de 2000 - Zona Oeste |
| ------------------------------------------------------ |
| FC Severstal Cherepovets 1° Título                     |

| Campeão Russo da Terceira Divisão de 2000 - Zona Leste |
| ------------------------------------------------------ |
| FC Metallurg Novokuznetsk 3° Título                    |

| Campeão Russo da Terceira Divisão de 2000 - Zona Central |
| -------------------------------------------------------- |
| FC Khimki 1° Título                                      |

| Campeão Russo da Terceira Divisão de 2000 - Zona Sul |
| ---------------------------------------------------- |
| FC Kuban Krasnodar 2° Título                         |

| Campeão Russo da Terceira Divisão de 2000 - Zona do Volga |
| --------------------------------------------------------- |
| FC Svetotekhnika Saransk 1° Título                        |

| Campeão Russo da Terceira Divisão de 2000 - Zona Ural |
| ----------------------------------------------------- |
| FC Neftekhimik Nizhnekamsk 2° Título                  |